# تشم أسمان
تشم أسمان هي قرية في مقاطعة لنجان، إيران. يقدر عدد سكانها بـ 110 نسمة بحسب إحصاء 2016.